# Xiahou Mao
Xiahou Mao war ein General der chinesischen Wei-Dynastie zur Zeit der Drei Reiche.
Er war der Sohn des verdienstvollen Generals Xiahou Dun. Vom ersten Wei-Kaiser Wei Wendi erhielt er den Titel Marquis des Kaiserlichen Hauses und heiratete Cao Qinghe, eine Tochter des Kriegsherrn Cao Cao.
Bei einer der nördlichen Expeditionen des Shu-Regenten Zhuge Liang erlitt er eine vernichtende Niederlage und floh vor dem Spott der anderen Offiziere in die Fremde. Von da an gibt es keine historischen Aufzeichnungen über ihn.